# 加蒙炸彈
加蒙炸彈（英語：Gammon bomb），正式名稱為82號手榴彈，是英國研發並在第二次世界大戰中使用的一款手榴彈。

## 概述
加蒙炸彈由隸屬英國第一傘兵團的R. S. 加蒙上尉設計，用於替換穩定性欠佳，十分危險的 74號反坦克手榴彈。加蒙炸彈的設計包括一個用深色物料製造的針織布袋，金屬帽，以及一個"allways"型引信，即是69號手榴彈和73號手榴彈所使用的。
加蒙炸彈是一款臨時緊急製造的手榴彈，被英國的國土警衞隊、特種空勤團或反抗軍使用，尤其適合用於破壞飛機或車輛。 炸藥被裝入布袋中並使用觸發引信引爆，當彈體受到接觸後就立即觸發。

## 外部連結
- Photo of assorted Gammon Bombs（页面存档备份，存于）
- Photos & cross-sectional diagram of the "Allways" fuze used in Gammon bombs
- Sectioned No 69 grenade (same fuze as Gammon bomb)（页面存档备份，存于）
- Another sectional view of a No 69 grenade（页面存档备份，存于）
- Gammon Bomb Reproductions（页面存档备份，存于）